# Meioneta bialata
Meioneta bialata är en spindelart som beskrevs av Tao, Li och Zhu 1995. Meioneta bialata ingår i släktet Meioneta och familjen täckvävarspindlar. Inga underarter finns listade i Catalogue of Life.